# Melanochromis robustus
Melanochromis robustus là một loài cá thuộc họ Cichlidae.
Loài này có ở Malawi và Tanzania. Môi trường sống tự nhiên của chúng là hồ nước ngọt.